# Chrpa modrá

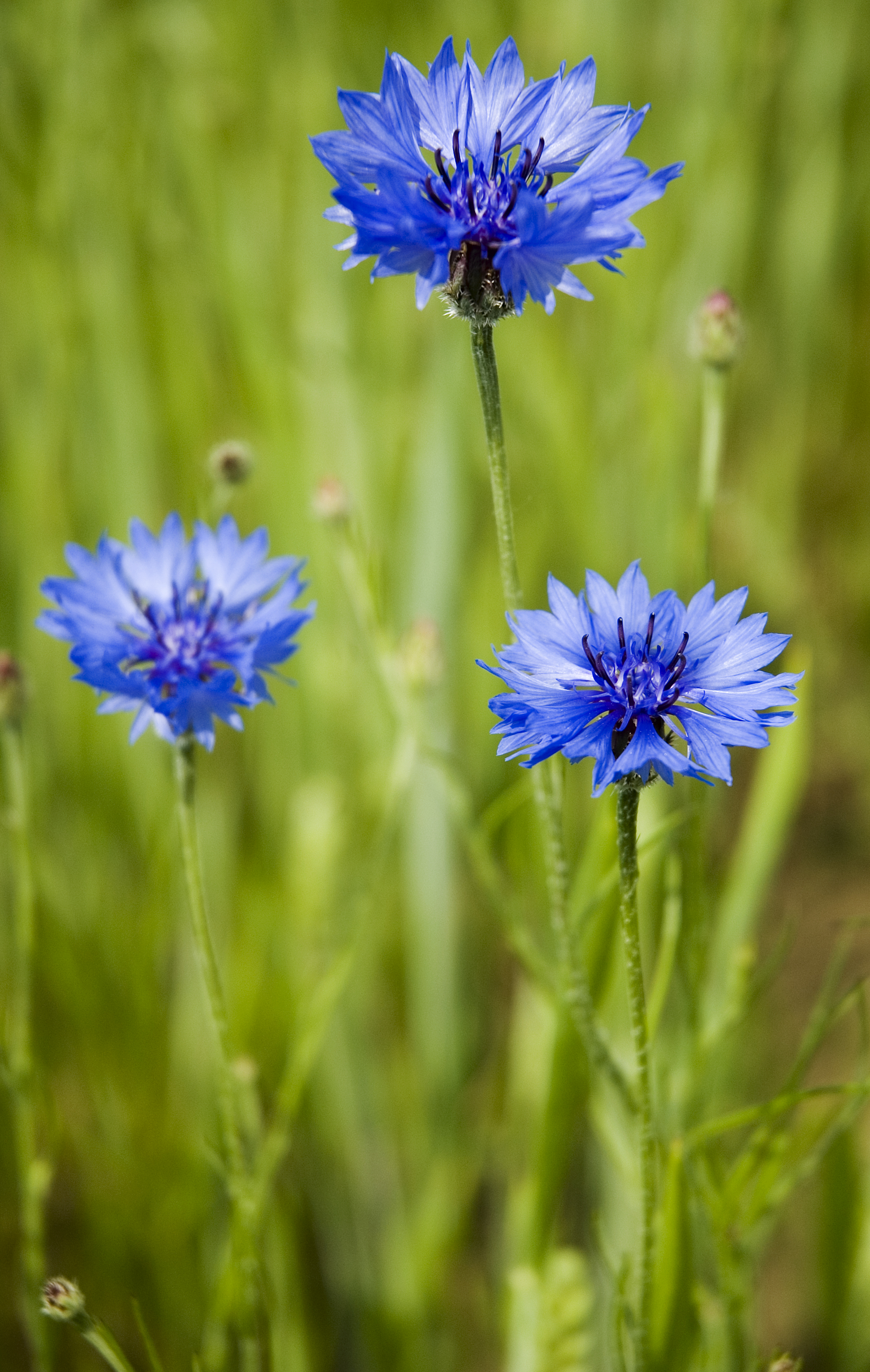
Chrpa polní (Centaurea cyanus)

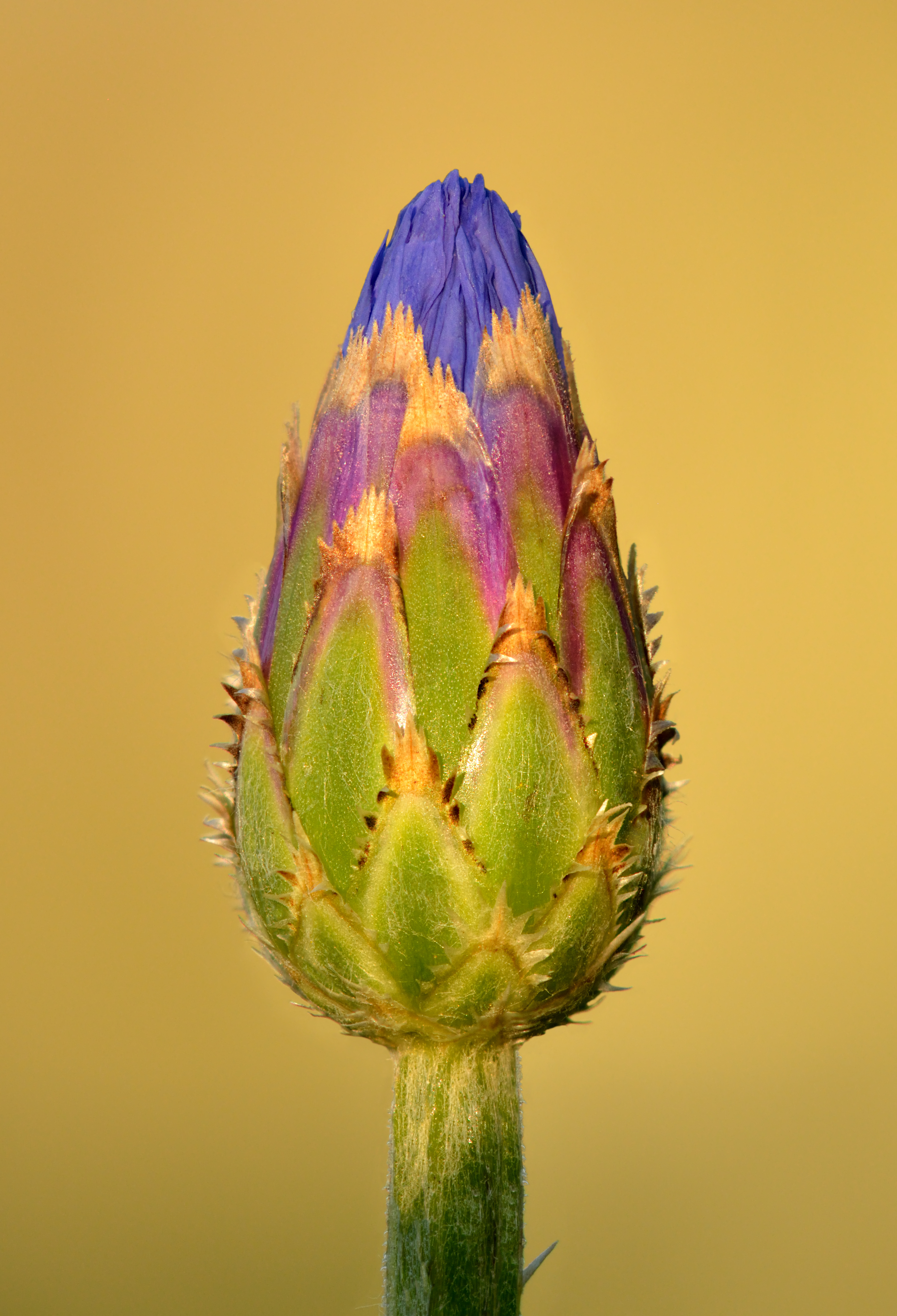
Detail zákrovních listenů

Chrpa modrá (Centaurea cyanus) je léčivá rostlina z čeledi hvězdnicovitých (Asteraceae).

## Synonyma
- Centaurea cyanocephala Velen., 1891[1]
- C. pulchra DC., 1837[1]
- C. segetalis Salisb., 1796[1]
- C. umbrosa Huet a Reut., 1856[1]
- Cyanus segetum Hill, 1762[1] – chrpa modrák
- Jacea segetum (Hill) Lam., 1778[1]
- Leucacantha cyanus (L.) Nieuwl. a Lunell, 1917[1]

## Lidové názvy
- charpa, charba – Morava, východní Čechy
- charva – Valašsko
- modrák, modráček – jihozápadní Čechy
- blavatek – Těšínsko (z polštiny)
- kornblúme – (z němčiny)
- vondrák – Rakovnicko[2]
- jesenec

## Popis

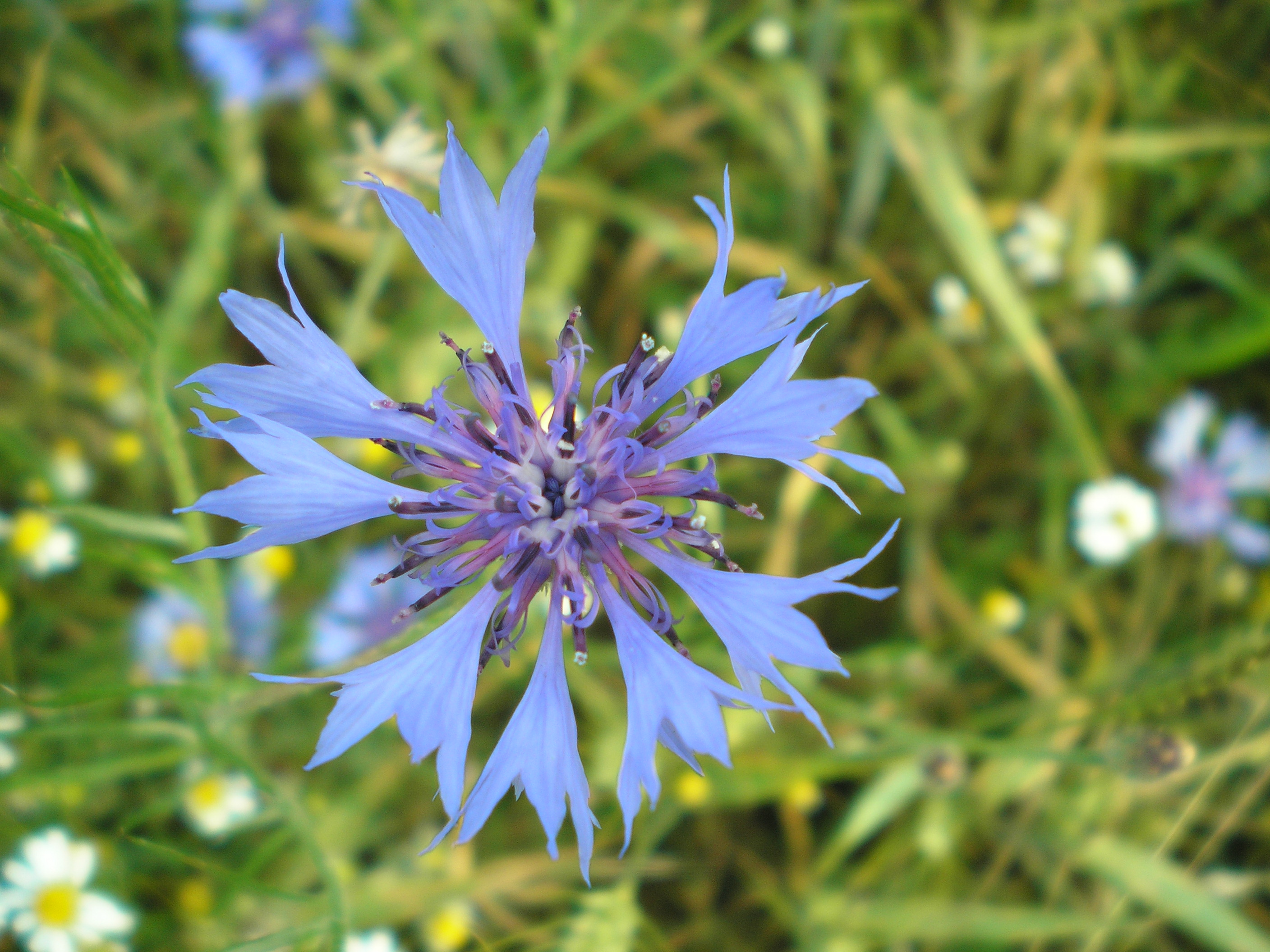
Detail květu

Chrpa polní  je jednoletá nebo ozimá bylina vysoká až 90 cm. Lodyhy jsou přímé a větvené, hranaté a měkce chlupaté. Listy jsou lysé, střídavé, kopinatého tvaru, zubaté až peřenoklanné. Květní úbory jsou jednotlivě na konci větviček lodyhy. Květní úbory mají v průměru 2 až 3 cm, okrajové květy jsou tmavě modré a trubkovité, ve středu jsou purpurově terčové. Kvete od června do září. Plodem jsou nedělené a celokrajné nažky. Počet chromozomů je 2n = 24.

## Stanoviště
Chrpa modrá bývala dost obtížným plevelem, zvláště v obilovinách. Po masivním používání herbicidů se stala vzácným druhem, který přežíval pouze na jiných synantropních stanovištích, která nebyla chemicky ošetřována (rumiště, okraje cest…).
V dnešní době je už častějším druhem, který můžeme často najít v masovém množství na okrajích polí, podél cest nebo na slunných stráních. Preferuje kypré, lehké a výživné půdy, půdy s nízkou hladinou spodní vody a slabě kyselou půdní reakcí. Nejčastěji roste ve společenstvech třídy Secalietea, diagnostický druh svazu Aphanion.

## Areál rozšíření
Původní areál výskytu byla snad jižní Evropa a jihozápadní Asie. Synantropně se pak rozšířil do celé Evropy, západní a střední Asii. Adventivně zavlečena do Severní a Jižní Ameriky a Austrálie. V ČR je prokazatelně nepůvodním druhem, který byl sem zavlečen v době kamenné s obilím. Je tedy považován za archeofyt.
V ČR se vyskytuje roztroušeně především v nížinách a pahorkatinách. Nejvýše byla nalezena u Račína a Radostína v nadmořské výšce 640 m n. m.

## Ochrana druhu
Druh nepatří mezi chráněné, ale je zapsán v Červeném seznamu ohrožených rostlin ČR v kategorii C4a jako druh „zasluhující další pozornost“. V Červeném seznamu ohrožených rostlin SR je zařazen do kategorie méně ohrožených druhů.

## Použití a význam
Chrpa polní je významnou medonosnou rostlinou. Stala se také objektem zájmu šlechtitelů a její plnokvěté formy se jako letničky pěstují na zahradách.
V léčitelství se používá květ (Flos cyani) buď samostatný nebo i s kalichem (Flos cyani cum calyce). Sbírají se za slunečného dne, buď sytě modré paprsky úborů nebo celé úbory a suší se v tenkých vrstvách v průvanu při teplotě kolem 35 stupňů bez přístupu světla. Droga se v lidovém léčitelství používá ke zmenšování otoků, má účinky močopudné a žlučopudné a k čištění krve. K tomuto účelu se připravuje nálev ze lžičky sušené drogy a šálku vody.
V současnosti se však nejčastěji užívá při zánětlivých a hnisavých očních chorobách, jiný význam v současné medicíně nemá. Sytého barviva se používá k obarvení některých léků a také čajových směsí. Zájem o ni projevuje též kosmetický průmysl.
Často se pěstuje pro vazbu do suchých květin.
Ve Francii se modrá chrpa používá jako symbol připomínající válečné veterány (bleuet de France), stejně jako vlčí mák v zemích Commonwealthu na Den válečných veteránů upomíná na divoce rostoucí květy mezi zákopy první světové války.
V Anglii se tradičně nosí jako butoniéra (květina do klopy saka) u tzv. harrowianů (absolventů Harrow School).

## Účinné látky
Obsahuje fenylpropanoidní a alkaloidní látky. Z fenylprapanů např. flavonoidy apigenin a cyanin, z alkaloidů např. indolové alkaloidy.